# Michel Vacherot

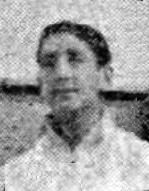

Michel Vacherot (Paris, 12 de Novembro de 1864 - Marselha, 22 de Março de 1959) foi um tenista francês.
Ganhador de um torneio de Roland Garros, em 1901. Ele era irmão de André Vacherot.

## Grand Slam finais

### Simples: 1 (1-0)
| Resultado | Ano  | Campeonato       | Piso  | Oponente    | Placar   |
| Campeão   | 1902 | Aberto da França | Grama | Max Decugis | 6-4, 6-2 |